# Stephanie Enright
Stephanie Enright (ur. 15 grudnia 1990 w Portoryko) – portorykańska siatkarka, reprezentantka kraju, grająca na pozycji przyjmującej.

## Przebieg kariery
| 2009–2012                 | Criollas de Caguas          |
| 2012–2013                 | Toray Arrows                |
| 2014–2015                 | Criollas de Caguas          |
| 2015–2016                 | Azerrail Baku               |
| 2016                      | Criollas de Caguas          |
| 2016–2017                 | Il Bisonte Firenze          |
| 2017                      | Criollas de Caguas          |
| 2017–2018                 | Igor Gorgonzola Novara      |
| 2018–2019                 | THY Stambuł                 |
| 2019–2020                 | Reale Mutua Fenera Chieri   |
| 2020–2021 (do 09.12.2021) | Zanetti Bergamo             |
| 2021–2022 (od 09.12.2021) | Adam Voleybol SK            |
| 2023                      | Criollas de Caguas          |
| 2023–                     | Levallois Paris Saint Cloud |

## Sukcesy klubowe
Liga portorykańska:
- 2011, 2014, 2015, 2016, 2017
- 2012

Liga japońska:
- 2013

Liga azerska:
- 2016

Superpuchar Włoch: 
- 2017

Puchar Włoch:
- 2018

Liga włoska:
- 2018

Liga francuska:
- 2024[2]

## Sukcesy reprezentacyjne
Mistrzostwa Ameryki Północnej, Środkowej i Karaibów:
- 2009, 2021
- 2013, 2015

Puchar Panamerykański:
- 2016

## Nagrody indywidualne
- 2011: MVP w finale o Mistrzostwo Portoryko
- 2016: MVP w finale o Mistrzostwo Portoryko
- 2017: MVP Superpucharu Włoch